# Rhett Butler
Pour les articles homonymes, voir Butler.
Rhett Butler est le héros fictif de Autant en emporte le vent, écrit par l'auteur américain Margaret Mitchell. Le roman le présente comme une personne élégante, active et pragmatique, certaine que la Confédération ne peut pas remporter la guerre contre l'Union. 
Ses opinions, qu'il exprime dans le salon de la résidence d'un gentleman confédéré, ne sont pas perçues favorablement par les Confédérés. On le provoque en duel. Rhett persiste avec une réplique connue : « Il semble que j'ai ruiné le brandy et les cigares et les rêves de victoires de tout le monde » (dans le livre) et « Monsieur Ashley, puis-je vous demander la permission de me retirer dans une autre pièce, il me semble que sans moi ces messieurs goûteront mieux leurs cognacs, leurs cigares et… leurs rêves de victoires » (dans le film).

## Introduction
Au début, le roman le décrit comme « un visiteur de Charleston », un mouton noir qui a été expulsé de l'Académie militaire de West Point et qui n'est plus reçu par aucune bonne famille à Charleston parce qu'il a refusé d'épouser une jeune femme avec laquelle il s'était compromis. Lorsque Scarlett O'Hara, présente à la fête des Douze-Chênes, entend parler de lui, elle est à la fois choquée et intriguée. Au cours du roman, Rhett devient de plus en plus amoureux de Scarlett dans le chaos environnant de la guerre.

## La Cause perdue
Tel Thomas Sutpen et Charles Bon de Absalon, Absalon!, Rhett décide de se joindre à la cause confédérée, mais contrairement à Ashley Wilkes, Rhett n'est pas spirituellement paralysé par la perte de la Confédération.
Il prend congé de Scarlett après l'avoir secourue ainsi que Melanie Wilkes de la destruction d'Atlanta, en exprimant son désir de se battre pour la Confédération et sa « Cause perdue ». Scarlett ne peut comprendre la décision soudaine de Rhett, qui souligne son rejet total de l'idéal chevaleresque de la Confédération.
Après la guerre, Rhett va à la rencontre de Scarlett uniquement pour la trouver mariée au soupirant de sa sœur, Frank Kennedy (Son premier mari fut Charles Hamilton, le frère de Melanie). Il découvre aussi que, même avec son second époux, Scarlett entretient toujours son affection pour Ashley Wilkes.

## La vie avec Scarlett
Un peu plus tard, lorsque Frank Kennedy meurt durant un raid du Ku Klux Klan et quand Scarlett, culpabilisant, commence à boire, Rhett la demande en mariage. Scarlett accepte car elle est intéressée par l'argent de Rhett, mais celui-ci n'y fait pas attention car il écoute sa nature opportuniste. Toutefois, l'amour de Scarlett pour Ashley Wilkes devient un problème pour le couple. À cette difficulté vient s'ajouter la mort de leur fille, Bonnie. La tragédie cause une fissure entre Scarlett et Rhett, laquelle s'avère impossible à réparer malgré les tentatives de Melanie Wilkes.
Mais Rhett n'est pas homme à attendre pour toujours, et onze ans lui est une éternité. Il sent qu'il doit partir loin de Scarlett, malgré sa déclaration d'amour, qu'il a attendue en vain depuis des années. Rhett savait depuis toujours que Scarlett ne serait jamais heureuse avec Ashley, et il est probable qu'il ne voulait pas être là lorsqu'elle s'en apercevrait.
Dans les dernières pages du roman, Rhett reste indifférent lorsque Scarlett exprime son envie qu'ils soient de nouveau ensemble, et heureux. C'est alors qu'il part que Scarlett, désemparée, lui demande « Mais que vais-je devenir ? Où vais-je aller ? » ; Il lui lance alors la réplique : « Franchement ma chère, c'est le cadet de mes soucis ! » (en anglais « My dear, I don't give a damn »).
Il lui promet cependant de revenir assez souvent afin de préserver leur image de couple, Scarlett refusant le divorce.

## Adaptation
Dans ce film datant de 1939, Clark Gable incarna le rôle de Rhett Butler aux côtés de Vivien Leigh.
La fameuse citation précitée y devient « Frankly, my dear, I don't give a damn ».